# Megagametogênese
Megagametogênese consiste no desenvolvimento do megagametófito no interior do óvulo. 

## ClasseEudicotyledoneae
Em plantas da classe Eudicotyledoneae, todo o processo acontece dentro do óvulo de uma planta. Os detalhes do processo variam por espécie, mas o processo descrito aqui é comum. Este processo começa com um único megasporócito diploide no núcleo. Este megasporócito sofre divisão celular meiótica para formar quatro células que são haplóides. Três células morrem e uma que está mais distante da micrópole se desenvolve no megásporo. Este megásporo torna-se maior e o núcleo sofre mitosetrês vezes até que haja oito núcleos. Esses oito núcleos são então organizados em dois grupos de quatro. Ambos os grupos enviam um núcleo para o centro da célula, que então se torna o núcleo polar. As três células deixadas no final da célula perto do micróptero tornam-se o aparelho de ovos com um óvulo no centro e dois sinérgicos. Uma parede celular se forma ao redor do outro conjunto de núcleos e forma os antipodais. As células no centro se desenvolvem na célula central. Toda essa estrutura, com seus oito núcleos, é chamada de saco embrionário.